# Mandiraja
Mandiraja ist ein Distrikt (Kecamatan) auf Java in Indonesien, er liegt im Süden der Provinz Zentraljava.

## Ortsteilung
Das Kecamatan Mandiraja ist in verschiedene administrative Ortsteile (Desa) unterteilt:
- Mandirajakulon
- Mandirajawetan
- Panggisari
- Banjengan
- Kebakalan
- Kertayasa
- Candiwulan
- Blimbing
- Purwasaba
- Simbang
- Glempang
- Kebanaran
- Salamerta
- Somawangi
- Kaliwungu
- Jalatunda